# 바스부인 이야기

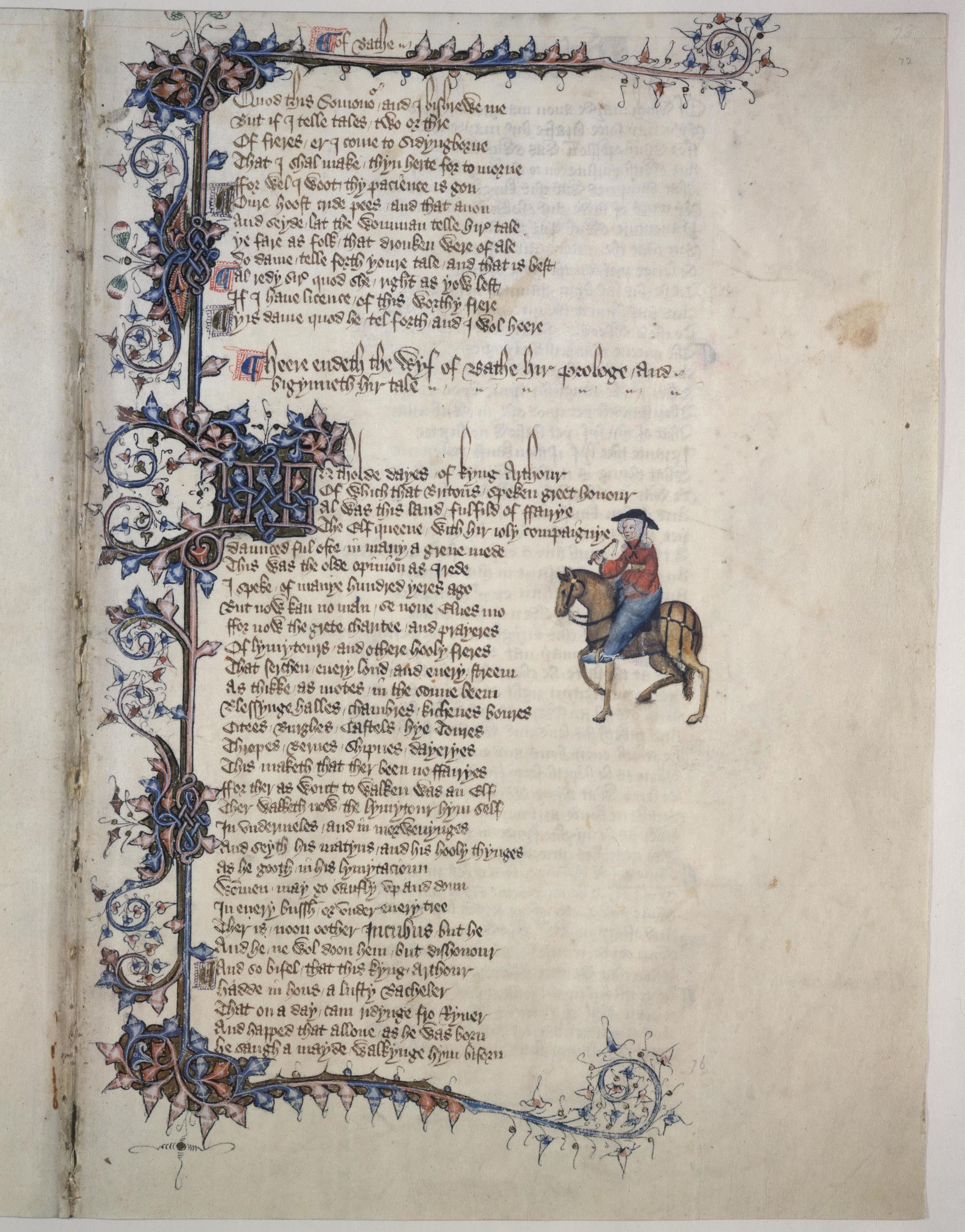

바스 부인 이야기(The Wife of Bath's Tale)는 제프리 초서가 지은 캔터베리 이야기 중에 가장 많이 알려진 이야기로 중세 시대 후기에 여성의 역할이 어떠했는가를 추측케 만드는 이야기이도 하다.  서론이 본문보다 두 배가 더 길다.

## 내용
아더 왕 시대의 일이었다. 그 당시 한 기사(knight)가 한 아리따운 여인을 강간하였다. 이에 대해 아더 왕은 그 기사를 잡아 다가 법정에 세웠다. 그리고, 그 기사에 대해 법정 최고형인 사형을 집행하였다.
그 때 귀네브르 여왕은 그 기사 대신에 왕에게 선처를 해달라고 요청을 한다. 그에 대한 조건으로 만일 그가 '여자가 가장 원하는 것이 무엇인가' 알아가지고 오면 그의 목숨을 살려달라고 말하였다.
아더 왕은 여왕의 말을 듣고, 그에게 일년의 시간을 주었다. 풀려난 기사는 성 안을 매일 돌아다니며 성 안의 여인들에게 자신의 입장을 설명한 다음 질문을 하였다.
그에 대해 여인들은 모두 다른 대답을 하였다. 즉, 여성이 가장 원하는 것은 명성, 부, 값비싼 옷, 성적인 즐거움, 바람피는 자유등이라고 말하였다.
그 기사가 마지막으로 법정에 달려오는 길에 이런 것이 대답일까 하며 스스로 풀이죽어 있었다.
그 때, 성전 밖에 나무 밑에는 24명의 여인들이 춤을 추고 놀고 있었다.  그가 그녀들에게 다가가자 그녀들은 감쪽 같이 사라지는 것이었다.  그런데, 한 노파만이 남아 있었다.  기사는 기회를 놓칠 세라 그 노파에게 같은 질문을 던진다. 그 노파는 만일 답을 주면, 그녀의 부탁을 들어 달라고 말한다.
그 노파의 대답은 '여자가 가장 원하는 것은 그들의 남편을 그들의 맘대로 휘두르는 것이다' 이었다.
이 대답을 법정에서 하자, 만장일치로 기사는 풀려 나게 되었다.
기사에게 돌아온 노파는 그 기사에게 자신과 결혼해 달라고 요구한다.
깜짝 놀란 기사는 다른 선택이 없이 승낙하고 만다.
하지만, 결혼식 첫날 밤 그 기사는 노파를 침대에서 내동댕이 치고야 만다.
그 노파는 기사에게 둘 중에 하나를 고르라고 한다.
첫째는 진실되고 복종적인 노파이고 둘째는 바람피는 아름답고 젊은 여인이다.
이에 대해 기사는 노파에게 선택은 당신이 하십시요 라고 대답하였다.
결말은 그 노파가 절대적인 권력으로 남자를 휘두르게 된다.